# 139 v. Chr.
Portal Geschichte | Portal Biografien | Aktuelle Ereignisse | Jahreskalender | Tagesartikel

◄ |
3. Jahrhundert v. Chr. |
2. Jahrhundert v. Chr. |
1. Jahrhundert v. Chr. |
►

◄ | 150er v. Chr. | 140er v. Chr. | 130er v. Chr. | 120er v. Chr. |
110er v. Chr. |
►

◄◄ | ◄ | 142 v. Chr. | 141 v. Chr. | 140 v. Chr. | 139 v. Chr. |
138 v. Chr. |
137 v. Chr. |
136 v. Chr. |
► |
►►
Staatsoberhäupter

## Ereignisse

### Politik und Weltgeschehen
- Die Römer unter Quintus Servilius Caepio brechen den Frieden auf der iberischen Halbinsel und ermorden Viriathus. Der Aufstand der Keltiberer in Lusitania bricht daraufhin rasch zusammen. Die Römer erobern unter anderem Conimbriga, das spätere Coimbra.
- Die Astrologen Roms werden unter dem Prätor Gnaeus Cornelius Scipio Hispanus aus der Stadt vertrieben.

### Katastrophen
- Zerstörung der Stadt Kamiros (auf Rhodos) durch ein Erdbeben

## Gestorben
- Viriathus, lusitanischer Rebell gegen Rom (* um 180 v. Chr.)